# Katalinfalva
Katalinfalva (szerbül Равни Тополовац / Ravni Topolovac, németül Kathreinfeld) település Szerbiában, a Vajdaságban, a Közép-bánsági körzetben, Bégaszentgyörgy községben.

## Fekvése
Nagybecskerektől északkeletre, Bégaszentgyörgy, Vida és Bégatárnok közt fekvő település.

## Története
Katalinfalva nevét alapítójáról, Kiss Miklósné Issekucz Katalinról kapta, aki a falut a 18. század végén alapította.
1793-tól 1844-ig Kiss Antal, 1844-től pedig Kiss Miklós birtoka volt.
A faluban az 1831-, 1849- és 1855-ös években nagy kolerajárvány lépett fel, majd a járvány az 1873-, és 1892-1893-as években is megismétlődött.
A falu Templom-dűlőjében feküdt egykor a hagyományok szerint Szent-Mária, mások szerint Kis-Kecskemét nevű falu, amely a török hódoltság alatt pusztult el. A helyi hagyomány szerint, a község lakosai a törökök elől menekülve, a templom környékén levő nagy kútba süllyesztették el a harangokat, melyek kincsekkel voltak tele. Ez a monda sokáig megmaradt a nép között és azelőtt Kecskemét vidékéről még kincskeresők is jöttek ide, hogy a régi Kis-Kecskemét helyét felkutassák.
1910-ben 1819 lakosából 35 magyar, 1732 német, 23 román volt. Ebből 1707 római katolikus, 81 evangélikus, 27 görögkeleti ortodox volt.
A trianoni békeszerződés előtt Torontál vármegye Nagybecskereki járásához tartozott. A második világháború után a település sváb lakóit kitelepítették.

## Népesség

### Demográfiai változások
| 1948 | 1953 | 1961 | 1971 | 1981 | 1991 | 2002 | 2011 |
| ---- | ---- | ---- | ---- | ---- | ---- | ---- | ---- |
| 2454 | 2086 | 2096 | 1817 | 1656 | 1445 | 1352 | 1137 |

## Nevezetességek

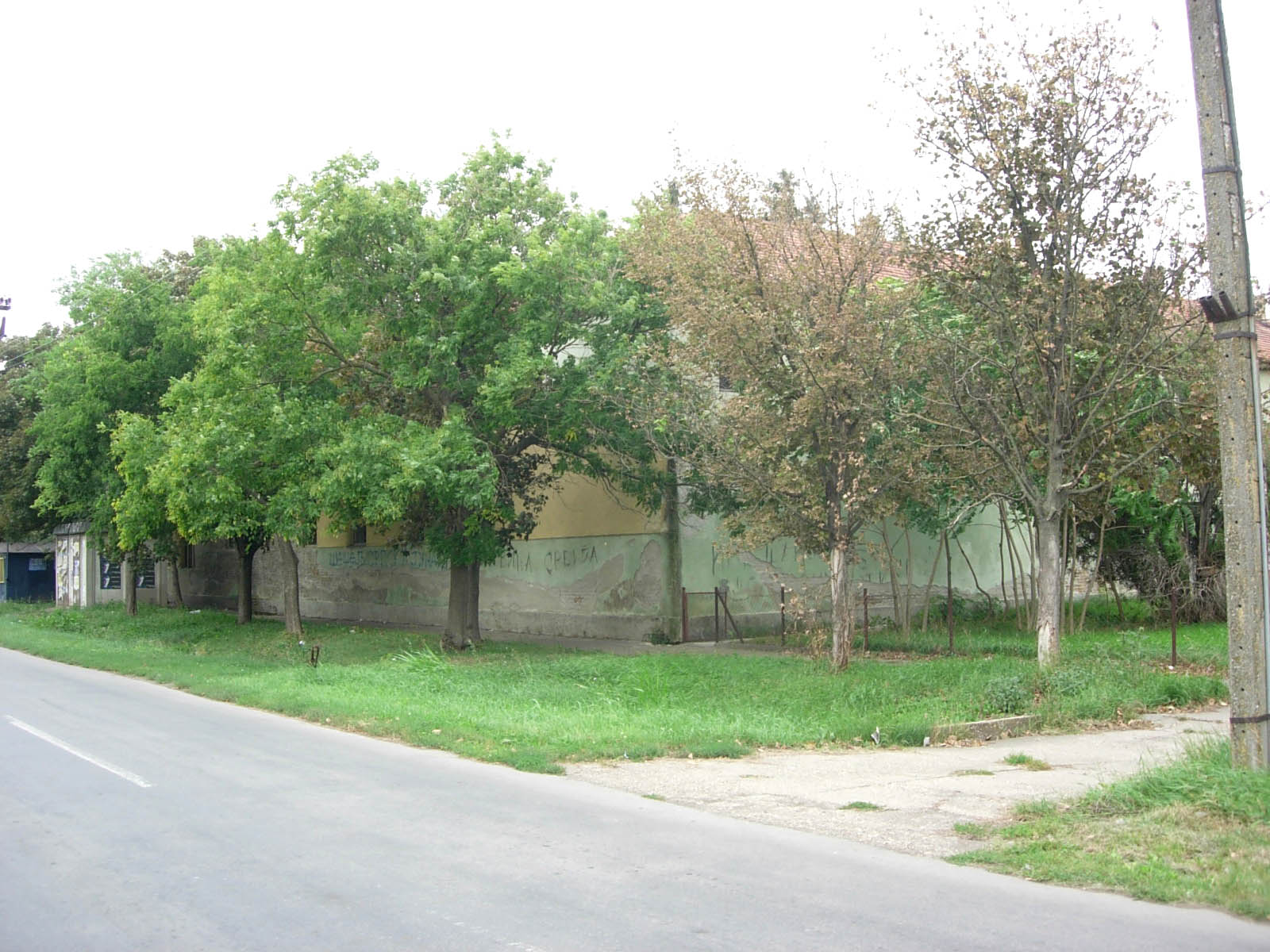
A lerombolt katolikus templom helye

- Római katolikus temploma - 1808-1812. között épült